# Hamelin (obra de teatro)
Hamelin es una obra de teatro de Juan Mayorga, estrenada en 2005 por la compañía de teatro Animalario.

## Argumento
Ambientada en una no identificada ciudad de provincias, se centra en la investigación del Juez Montero sobre un caso de pederastia. Gonzalo, hijo mayor de una humilde familia del pueblo, denuncia ante el juez algunas situaciones extrañas que ha detectado en el hogar, con ocasión de los acercamientos de Rivas, un acaudalado amigo de la familia con respecto al hermano pequeño Josemari. Montero (que vive a su vez una difícil situación con su esposa Julia y con su propio hijo) inicia las pesquisas junto a la psico-pedagoga, Raquel, de la que termina enamorándose. Durante la investigación, interroga a los padres Paco y Feli, de quienes tiene sospechas de recibir dinero a cambio de permitir que el niño acompañe a Rivas a su propio domicilio. Finalmente queda acreditado que el delito se cometió y Montero se esfuerza por recuperar la dignidad del menor.

## Estreno
Estrenada en el Teatro de La Abadía de Madrid el 12 de mayo de 2005, con dirección de Andrés Lima e interpretación de Roberto Álamo (Paco y Gonzalo), Alberto San Juan (Josemari), Guillermo Toledo (Rivas), Blanca Portillo - luego sustituida por Nieve de Medina - (Raquel), Javier Gutiérrez (Montero), Andrés Lima (Acotador), Helena Castañeda - luego sustituida por Nathalie Poza - (Feli y Julia).
Con posterioridad, se ha representado en diversas ciudades de España y Latinoamérica.

## Premios
- Premios Max de 2006: 
  - Mejor espectáculo de teatro.
  - Mejor dirección de escena: Andrés Lima.
  - Mejor autoría teatral: Juan Mayorga.
  - Mejor producción privada de artes escénicas.
- Premio Nacional de Teatro (2006) a Animalario.
- Premio Ercilla (2005): Mejor creación dramática